# Heizel (metrostation)
Heizel (Frans: Heysel) is een station van de Brusselse metro, gelegen in het noordwesten van de stad, nabij het Koning Boudewijnstadion, het Atomium en het Bruparck.

## Geschiedenis
Het metrostation werd geopend op 5 juli 1985 en was lange tijd eindpunt van de noordwestelijke tak (tegenwoordig lijn 6) van de oost-westlijn. Sinds de verlenging van de lijn die op 25 augustus 1998 gereed kwam, is deze functie overgenomen door station Koning Boudewijn. Tegelijk met deze verlenging werd het voorheen bovengrondse station Heizel ondergronds gebracht en van een derde perronspoor voorzien. Van de uitgebreide capaciteit kan geprofiteerd worden bij grote evenementen in het nabije stadion of Brussels Expo.

## Kunst
Met de modernisering in 1998 werd het station ook van een kunstwerk van Jean-François Octave voorzien. De wanden van de perronhal zijn bedekt met geëmailleerde en geglazuurde stalen panelen, die een beeld schetsen van de geschiedenis van de Heizel, waarbij een belangrijke positie is weggelegd voor de Expo 58. Zo zijn er enkele beroemde personen afgebeeld die de wereldtentoonstelling bezochten.

## Aansluitingen
In de nabijheid van het metrostation bevindt zich het eindpunt van lijn 7 en lijn 62 van de Brusselse tram.

## Afbeeldingen

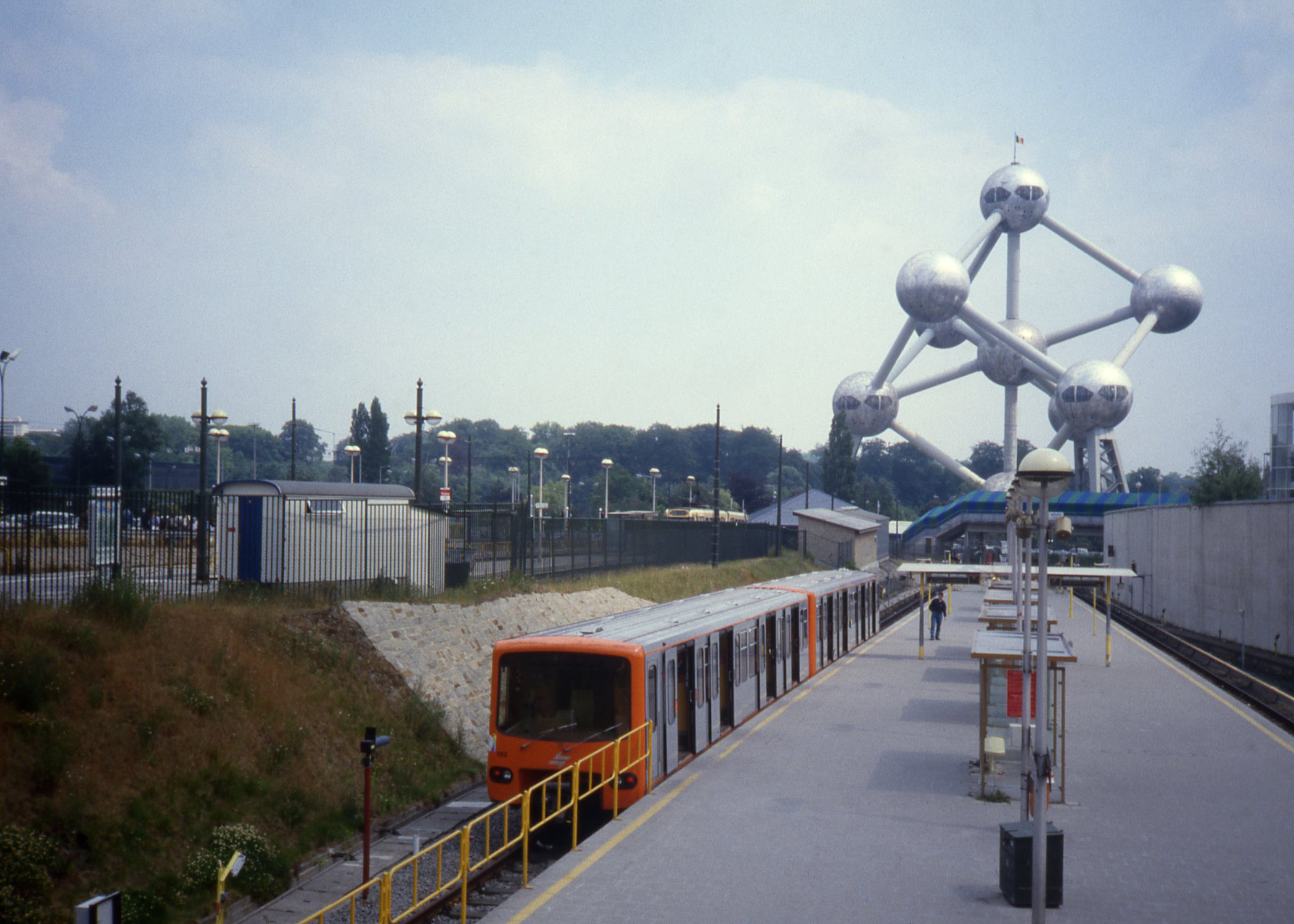
Het openluchtstation en eindpunt in 1990.
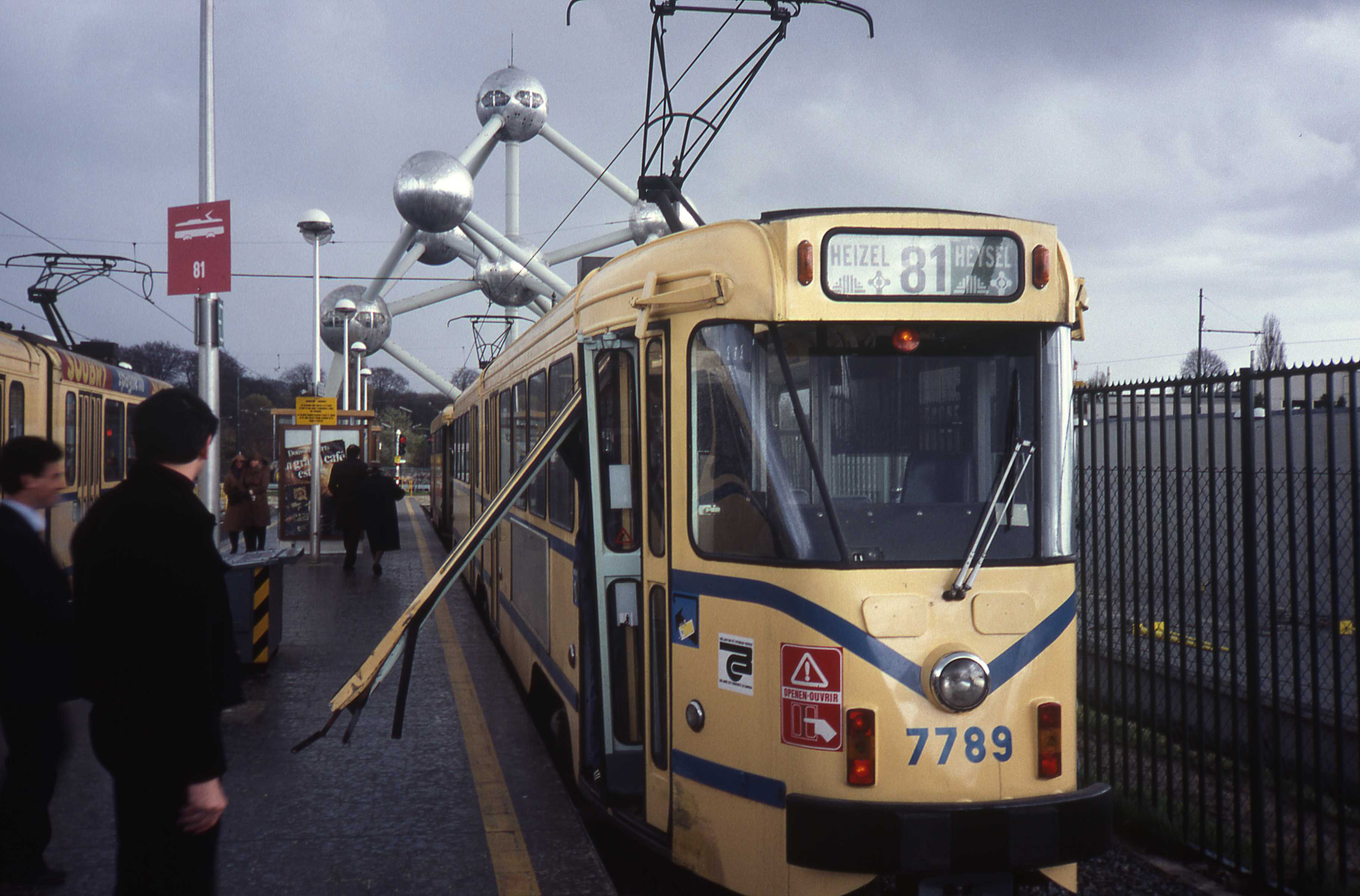
Tramstation Heizel in 1985.
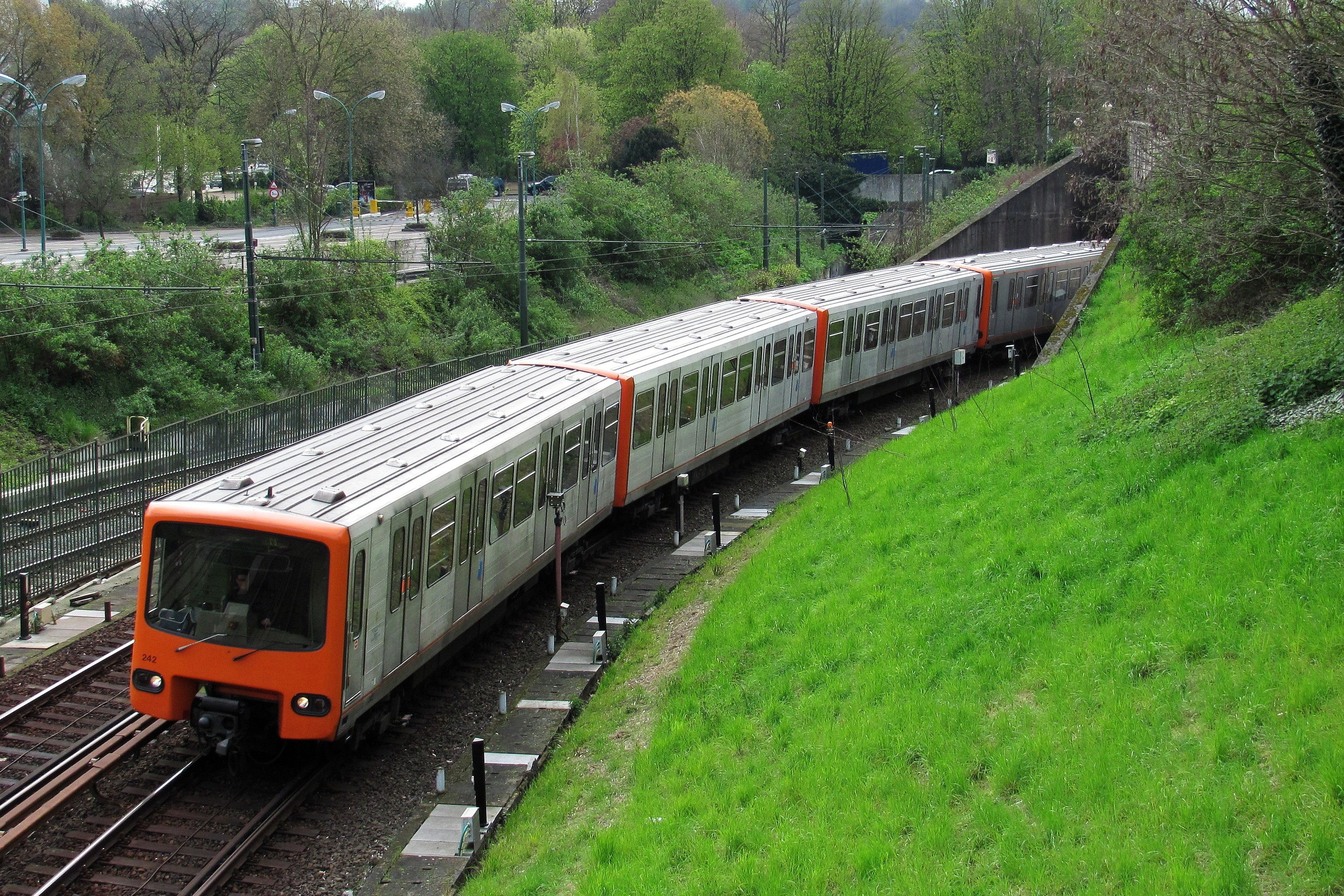
Uitgang van de metrotunnel komende van Houba-Brugmann.
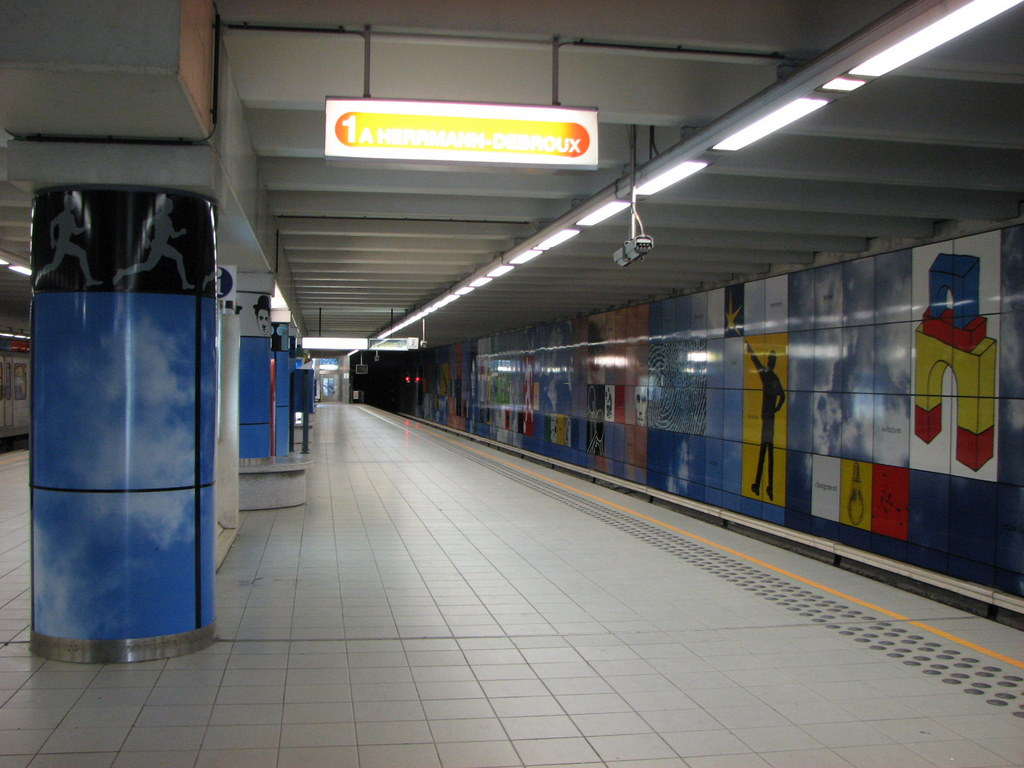
Aanduiding van metrolijn 1A voor de hervorming van het metronet in 2009.
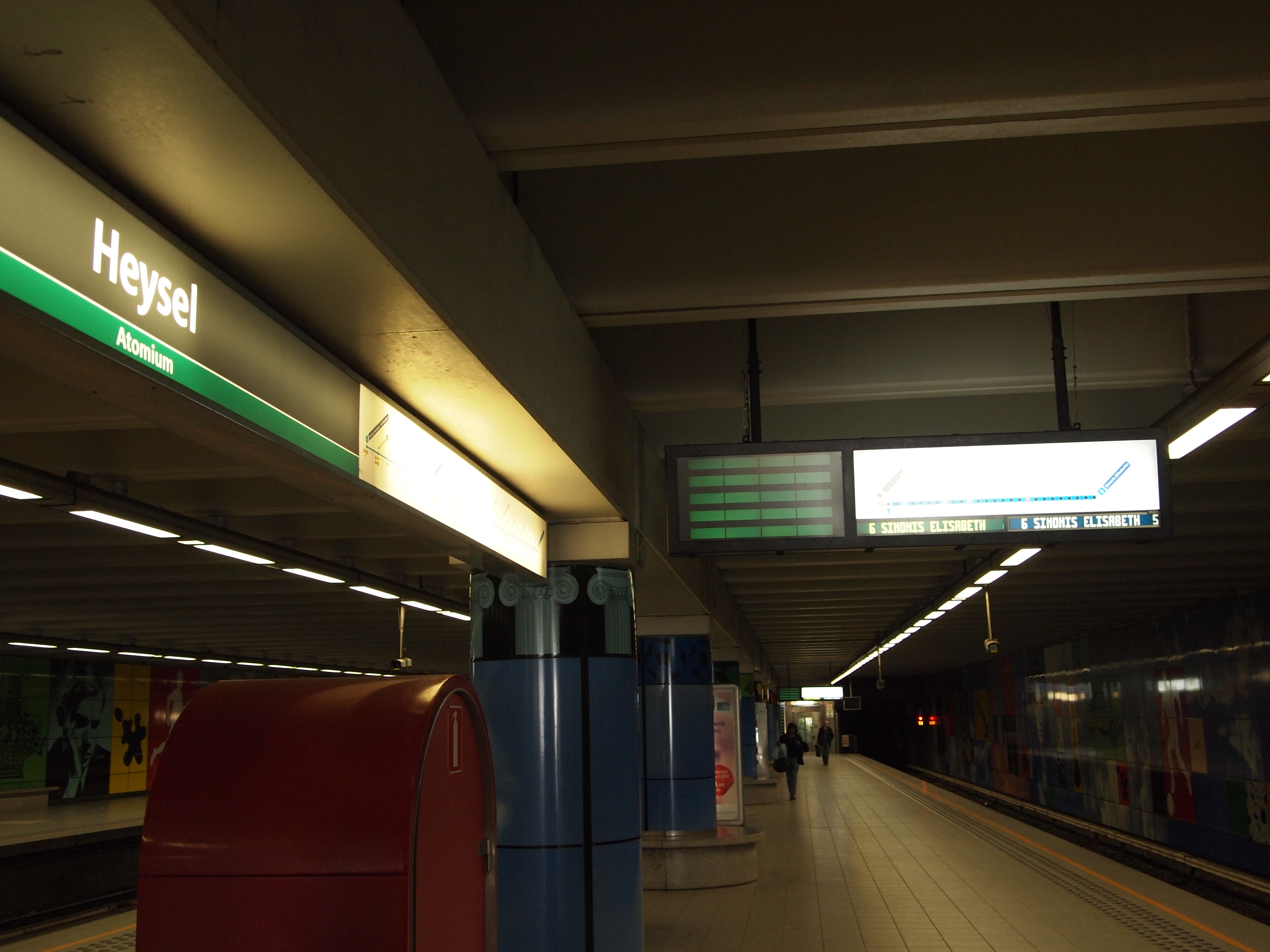
Huidige bewegwijzering met vermelding van het Atomium.